# Luza (město)
Luza (rusky Луза) je město v Kirovské oblasti v Ruské federaci. Při sčítání lidu v roce 2010 mělo přes jedenáct tisíc obyvatel.

## Poloha a doprava
Luza leží na stejnojmenné řece, pravém přítoku Jugu v povodí Severní Dviny. Od Kirova, správního střediska oblasti, je vzdálena přibližně tři sta kilometrů severozápadně.
Z města vede silnice na západ do Velikého Usťugu a na východ do Lalsku.

## Dějiny
Osídlení je zde doloženo už od 17. století, ale skutečný rozvoj obce začíná ve formě staničního osídlení při výstavbě železniční tratě z Vjatky (dnes nazývané Kirov) do Kotlasu.
Od roku 1944 je Luza městem.